# Edward O. Wolcott

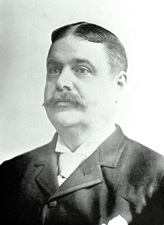
Edward Oliver Wolcott

Edward Oliver Wolcott (* 26. März 1848 im Hampden County, Massachusetts; † 1. März 1905 in Monte Carlo) war ein US-amerikanischer Politiker (Republikanische Partei), der den Bundesstaat Colorado im US-Senat vertrat.
Als Junge zog Edward Wolcott mit seinen Eltern nach Ohio. Während des Sezessionskrieges diente er im 150. Freiwilligenregiment der Infanterie seines Staates. 1875 machte er seinen juristischen Abschluss in Harvard, woraufhin er als Anwalt zu praktizieren begann.
Im Jahr 1879 ließ Wolcott sich in Denver nieder, wo er eine politische Laufbahn einschlug. Von 1879 bis 1882 gehörte er dem Senat von Colorado an, ehe er 1889 in den US-Senat gewählt wurde. Er verblieb nach einer Wiederwahl vom 4. März 1889 bis zum 3. März 1901 im Kongress; ein weiterer Versuch, im Amt bestätigt zu werden, schlug ebenso fehl wie zwei Anläufe zur Rückkehr in den Senat in den folgenden Jahren.
Während seiner Zeit in Washington gehörte Wolcott zu den Fürsprechern einer Silberwährung in den Vereinigten Staaten. 1897 wurde er von US-Präsident William McKinley als Vorsitzender einer Kommission auf eine Europareise geschickt, um sich über den internationalen Bimetallismus zu informieren. Im Senat war Wolcott unter anderem Vorsitzender des Ausschusses für den öffentlichen Dienst.
Nach seinem Ausscheiden aus dem Kongress arbeitete Edward Wolcott wieder als Anwalt in Colorado. Er starb während eines Urlaubs in Monaco. Nach einer Kremation wurde seine Asche in New York City beigesetzt.